# Нденде
Нденде  (фр. Ndendé) — город в южной части Габона, в провинции Нгуние. Административный центр департамента Дуля.

## Географическое положение
Город расположен на высоте 153 метра над уровнем моря. Нденде находится недалеко от границы с Республикой Конго, в 549 км от столицы страны, города Либревиль.

## Демография
Население города по годам:
| 1993  | 2010  |
| ----- | ----- |
| 4 500 | 8 082 |

## Транспорт
Город расположен на пересечении дорог N1 и N6.

## Известные уроженцы
- Поль-Мари Йембит (1917—1978) — государственный и политический деятель Габона. Первый Вице-президент Габона.